# Schwaben Bräu
Schwaben Bräu ist eine ehemalige schwäbische Brauerei und heutige Biermarke der Dinkelacker-Schwaben Bräu GmbH & Co. KG. Die Brauerei wurde 1878 von Robert Leicht unter dem Namen Bier-Brauerei Robert Leicht im heutigen Stuttgarter Stadtteil Vaihingen gegründet.

## Geschichte

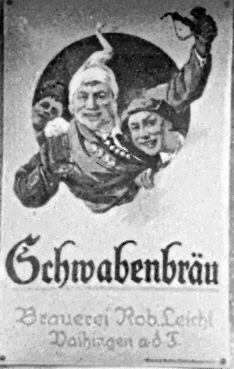
Plakat aus der Anfangszeit (vor 1925)

1897 soll Schwaben Bräu als erste Brauerei Deutschlands Bier mit einem LKW ausliefert haben. Ab 1903 besaß die Brauerei eine automatische Flaschenabfüllanlage.
1977 wurde zum ersten Mal der Schwaben Bräu Cup ausgetragen, ein Radrennen, das 1987 auch im Rahmen der Tour de France stattfand. 1991 entstand die Idee, Biere von Schwaben Bräu von nun an in Bügelflaschen abzufüllen, um die Marke neu zu positionieren. Dieses Vorhaben wurde dann 1992 mit der Sorte Das Echte umgesetzt.
Im Jahr 2003 erschien zum 125-jährigen Jubiläum der Brauerei ein Bierkrug mit einem Füllvolumen von 1,25 Liter in limitierter Sonderauflage.
Schwaben Bräu stellt eines der vier Brauereizelte auf dem Cannstatter Volksfest in Stuttgart. Die drei anderen Brauereizelte werden von Fürstenberg, Dinkelacker und Stuttgarter Hofbräu betrieben. Festwirt des Schwaben Bräu-Festzelts ist seit 2009 Michael Wilhelmer.
2013 lag der Jahresausstoß bei ca. 800.000 Hektoliter.

## Übernahmen und Fusion
Nach dem Ersten Weltkrieg erwarb Schwaben Bräu die Brauerei auf dem Engelberg (Frank’sche Brauerei) in Schwäbisch Gmünd und legte sie still. Anfang der 1980er Jahre übernahm Schwaben Bräu die Pfullinger Brauerei Sigel-Klosterbräu.
1994 eröffneten die bis dahin konkurrierenden Brauereien Schwaben Bräu und Dinkelacker unter dem Namen Dinkelacker-Schwaben Bräu Logistik (DSL) ein gemeinsames Logistikzentrum. 1996 schloss sich Schwaben Bräu mit Dinkelacker zur Dinkelacker-Schwaben Bräu AG zusammen. 2003 übernahm InBev die Spaten-Franziskaner-Bräu GmbH, welche die Mehrheit der damaligen Dinkelacker-Schwaben Bräu AG hielt. Schwaben Bräu gehörte bis zum 31. Dezember 2006 zu InBev, ist aber seit dem 2. Januar 2007 zusammen mit Dinkelacker unter dem Namen Dinkelacker-Schwaben Bräu GmbH & Co. KG wieder eigenständig.

## Produkte (Auswahl)
- Das Natürtrübe, ein untergäriges, ungefiltertes Vollbier Pilsener Brauart
- Das Original, ein untergäriges Vollbier
- Das Echte, ein untergäriges Märzenbier
- Das Herbe, ein untergäriges Vollbier Pilsener Brauart
- Das Landbier, ein untergäriges würziges Vollbier
- Sigel-Klosterbräu, ein Weizenbier, auch dunkel und naturtrüb
- Kloster Spezial  Export, Konsumermarke für Supermärkte

Als saisonale Biere werden ein Bockbier (Heller Bock), ein Volksfestbier und ein Weihnachtsbier gebraut. Bis auf die Sorten Kloster Pilsner und Kloster Spezial werden sämtliche Biere in Bügelflaschen ausgeliefert.

## Kommunikation und Engagement
Seit dem Jahr 2000 positioniert eine Werbekampagne mit dem Titel „Schwaben Bräu – fließend schwäbisch“ das Bier mit Hilfe von schwäbischer Lautmalerei als urschwäbische Traditionsmarke. Hierzu gehören Werbespots im Hörfunk mit den beiden schwäbisch sprechenden „Markenbotschaftern“ Ernschd und Aichele. Weiterhin wurde 2001 Das Dictionärle, ein Lexikon für schwäbische Wörter und Sprüche auf der Schwaben Bräu Website veröffentlicht. Außerdem arbeitet die Marke unter anderem mit den Vereinen Förderverein Schwäbischer Dialekt e. V., schwäbische mund.art e. V. sowie dem Schwäbischer Albverein e. V. zusammen. Auch ist Schwaben Bräu der langjährige Hauptsponsor für den seit 2002 vergebenen Sebastian Blau Preis für schwäbische Mundart. Des Weiteren förderte die Marke im Jahr 2010 ein Heimatpflege-Projekt des Schwäbischer Albverein e. V. mit 10.000 €.